# Da Vinci's Demons
Da Vinci's Demons is een Amerikaans-Engelse serie over het vroegere leven van ingenieur, kunstenaar, uitvinder en genie Leonardo da Vinci. De serie is deels gebaseerd op historische feiten, terwijl er merendeel fictie in de serie verwerkt is. In de Verenigde Staten wordt de serie uitgezonden op Starz en in het Verenigd Koninkrijk op Fox. Ook in Nederland is de serie met 3 dagen vertragingstijd iedere dinsdagavond te volgen op Fox. De serie is ontwikkeld en geproduceerd door David S. Goyer. Seizoen 1 telde 8 afleveringen, seizoen 2 telde 10 afleveringen.

## Verhaal
Het verhaal draait om Leonardo da Vinci, een onwettige zoon wiens vader in hoog aanzien staat. Da Vinci woont in Florence, waar hij als veelzijdig genie en kunstenaar werkt. Hij komt in contact met de familie De' Medici, de heersers van Florence. De familie is minder streng gelovig dan vergelijkbare heersers in die tijd, en ze zijn zeer populair in Florence. Mede daarom is de neef van de paus in Rome van plan in oorlog te gaan met Florence, om zo weer het land terug te nemen wat ooit bij Rome hoorde. Door de dreigende oorlog huurt de heerser van Florence, Lorenzo I de' Medici, Leonardo in als wapenontwerper, waarna een oorlog tussen de Kerkelijke Staat en Florence steeds dreigt.
Naast de dreigende oorlog met Rome, is er ook nog iets anders wat Leonardo interesseert. Hij heeft van een oude Humanistische orde, De Zonen van Mithras, gehoord over Het Boek der Bladeren, een mythisch boek dat alle wijsheid bevat. Leonardo heeft in een boek van een Zoon van Mithras, een nog niet ontdekt landschap gevonden. De grootvader van Lorenzo (leider van de De' Medici's), die ook lid van de orde was, wordt een profetie voorspeld, waarin wordt beschreven dat Leonardo Het Boek der Bladeren zou kunnen vinden. Cosimo, de grootvader van Lorenzo, krijgt daarbij ook een  speciaal kompas, dat uiteindelijk aan Leonardo doorgegeven zal moeten worden, zodat hij het boek kan vinden. Leonardo is geïnteresseerd in het vinden van het boek, omdat hem verteld is dat in het boek onder andere het lot van zijn verloren moeder staat.
Ondertussen plant Rome een samenzwering met de rivaliserende familie van de De' Medici's (de Pazzi's) en krijgt Leonardo te horen dat ze tijdens Pasen een aanslag zullen plegen. Leonardo moet kiezen tussen uitvaren naar het Verloren Land of zijn werkgevers, de De' Medici's, redden.

## Rolverdeling
| Acteur          | Personage                    |
| --------------- | ---------------------------- |
| Tom Riley       | Leonardo da Vinci            |
| Laura Haddock   | Lucrezia Donati              |
| Blake Ritson    | Girolamo Riario              |
| Elliot Cowan    | Lorenzo I de Medici          |
| Lara Pulver     | Clarice Orsini               |
| James Faulkner  | Paus Sixtus IV               |
| Gregg Chillin   | Zoroaster                    |
| Eros Vlahos     | Niccolò Machiavelli          |
| Hera Hilmar     | Vanessa Moschella            |
| Carolina Guerra | Ima                          |
| Tom Bateman     | Giuliano di Piero de' Medici |

## Afleveringen

### Seizoen 1
1. The Hanged Man
2. The Serpent
3. The Prisonor
4. The Magician
5. The Tower
6. The Devil
7. The Hierophant
8. The Lovers

### Seizoen 2
1. The Blood of Man
2. The Blood of Brothers
3. The Enemies of Man
4. The Ends of the Earth
5. The Sun and the Moon
6. The Rope of the Dead
7. The Vault of Heaven
8. The Fall from Heaven
9. The Enemies of Man
10. The Sins of Daedalus

### Seizoen 3
1. Semper Infidelis
2. Abbadon
3. Modus Operandi
4. The Labrys
5. Anima Venator
6. Liberum Arbitrium
7. Alis Volat Proplis
8. La Confessione Della Macchina
9. Angelus Iratissimus
10. Ira Deorum

## Ontvangst
De serie scoort een 8,1 op IMDB.